# فيروس داء الكلب
فيروس داء الكلب هو عبارة عن فيروس يصيب العصب ويتسبب في إصابة الإنسان والحيوان بداء الكلب. يمكن لداء الكلب أن ينتقل عن طريق لعاب الحيوانات، وعن طريق الاتصال مع لعاب الإنسان وهذا قليلاً ما يحدث.
يعتبر فيروس داء الكلب أسطواني الشكل، وهو نوع من أنواع جنس الفيروسات الكلبية من فصيلة الفيروسات الربدية (Rhabdoviridae). وهذه الفيروسات محاطة بغلاف وتحتوي على جينوم الحمض النووي الريبي وحيد البناء بحس سلبي. تجتمع المعلومات الوراثية كمجموعة بروتينات نووية ريبوزية التي من خلالها يقوم البروتين النووي الفيروسي بإحاطة الحمض النووي الريبي (RNA) بإحكام. ولدى جينوم الحمض النووي الريبي للفيروس خمس جينات يتم حفظ ترتيبها بشكل جيد، وهذه الجينات ترمز إلى: بروتين نووي (M)، وبروتين فسفوري (P)، وبروتين المصفوفة (M)، وبروتين سكري (G)، وبوليميراز الحمض النووي الريبي الفيروسي (L). ويتراوح التسلسل الكامل للجينوم من 11615 إلى 11966 شفافية قفوية في الطول.
تحدث جميع أحداث النسخ والتكرار في السيتوبلازم داخل «مصنع الفيروس» المتخصص، أو الجسم النيجري (سُمي على شخص يدعى أديلتشي نيجري [الإنجليزية]). ويبلغ قطرها 2-10 ميكرون وهي تعتبر نموذجًا لعدوى داء الكلب، لذلك اُستخدمت كدليل هيستولوجي لمثل هذه العدوى.

## الهيكل
تتمتع الفيروسات الكلبية بتناسقها اللولبي، لذلك تعتبر جسيماتها المعدية اسطوانية الشكل تقريباً. وتتميز هذه الفيروسات بشموليتها الواسعة جداً بدءًا من النباتات إلى الحشرات والثديات؛ فالفيروسات التي تصيب الإنسان غالباً ما يكون تماثلها متعدد السطوح ذو 20 وجهاً وتأخذ أشكالاً متعددة السطوح بصورة منتظمة تقريباً.
لدى فيروس داء الكلب شكل يشبه الرصاصة ويبلغ طوله حوالي 180 نانو متر، وقطر المقطع المستعرض حوالي 75 نانو متر. نهاية الطرف الأول للفيروس قد تكون مدورة أو مخروطية الشكل، أما نهاية طرفه الآخر فقد تكون مسطحة أو مقعرة. ويحمل غلاف البروتين الشحمي مسامير تشبه النتوءات التي تتكون من البروتين السكري (G)، وهذه المسامير لا تغطي نهاية الطرف المسطح لجسيمات الفيروس. ويوجد تحت الغلاف غشاء أو طبقة بروتين مصفوفة (M) التي قد تغطي نهاية الطرف المسطح. ويتكون جوف جسيمات الفيروس من بروتين نووي ريبوزي منَظًم بصورة لولبية.

## دورة الحياة
يدخل فيروس داء الكلب في الخلايا المضيفة عن طريق ممر النقل الداخلي بعدما يتم حزم المستقبل. فتقوم قيمة الرقم الهيدروجيني المنخفضة داخل الاندوسوم (أو الجسيم الداخلي) بتحفيز عملية الانصهار الغشائي، وبالتالي يتم تمكين الجينوم الفيروسي للوصول إلى العصارة الخلوية، ويتم تحفيز كلاً من عملية الانصهار الغشائي وعملية حزم المستقبل عن طريق بروتين (G) السكري الذي يلعب دوراً كبيرًا في نشوء المرض (فيروسات متحولة لا يمكن أن تنتشر من دون بروتينات (G)).
و تتمثل الخطوة التالية بعد دخول نسخة الجينوم الفيروسي بوليميريز P-L (و هو مساعد أساسي لبوليميريز L) وذلك لإنشاء بروتينات فيروسية جديدة. ويستطيع البوليميريز الفيروسي التعرف على البروتين النووي الريبوزي لكن لا يمكنه استخدام الحمض النووي الريبي (RNA) الحُر كمرصاف. ويتم تنظيم النسخ عن طريق التسلسلات المقرونة بالجينوم الفيروسي وأيضا عن طريق بروتين المصفوفة (M) الذي يقوم بتنظيم إنتاج جزيئات الحمض النووي الريبي المرسل (mRNA) للاستنساخ، فضلا عن كونه عاملًا ضروريًا لبرعمة الفيروس. وخلال العدوى يتحول نشاط البوليميراز لاحقًا إلى الاستنساخ وذلك لإنتاج نسخ حمضية نووية ريبية كاملة الطول وايجابية الطاق. ويتم استخدام هذه الأحماض التكميلية كمراصيف لانشاء جينومات حمضية نووية ريبية سالبة الطاق. ويتم تعبئتها جنبا إلى جنب مع البروتين النووي (N) لتشكيل بروتين نووي ريبوزي الذي يمكن من خلاله أن يشكل فيروسات جديدة.

## الإصابة بالعدوى
وجد الاختصاصي في علم البكتيريا لدى الحكومة "جوزيف لينوكس باوان [الإنجليزية]" في سبتمبر عام 1931م، في جزيرة ترينيداد أحد جزر الهند الغربية أجسام نيغري [الإنجليزية] في دماغ خفاش يتصرف بتصرفات غير عادية. فاكتشف جوزيف في عام 1932م بأن الخفافيش النزافة المصابة بالعدوى قد تنقل داء الكلب إلى الإنسان والحيوانات الأخرى. راجع التاريخ الموجز من «جيمس واتيرمان» للاطلاع على لمحة تاريخية موجزة عن بعض القضايا المثيرة للجدل الي تحيط الاكتشافات السابقة المتعلقة بداء الكلب في ترينيداد.
من مدخل الإصابة، ينتقل فيروس داء الكلب بسرعة على طول الممرات العصبية في الجهاز العصبي المحيطي. ويعد نقل المحور العصبي الرجعي من فيروس داء الكلب إلى الجهاز العصبي المركزي خطوة رئيسية للإمراض خلال العدوى الطبيعية. وعلى الرغم من وضوح عملية حزم البروتين (P) من فيروس داء الكلب إلى بروتين داينين ذو السلسلة الخفيفة (DYNLL1)، إلا أن الآلية الجزيئية الدقيقة لهذا النقل غير معروفة. كما يعمل البروتين (P) باعتباره مضادا للأنترفيرون، مما يؤدي إلى خفض الاستجابة المناعية للمضيف.
من لحظة دخول الفيروس يكون الفيروس موجِّه للعصب؛ حيث ينتقل بسرعة عبر الممرات العصبية إلى الجهاز العصبي المركزي ومن ثم إلى أعضاء الجسم الأخرى. وتستقبل الغدد اللعابية الموجودة في أنسجة الفم والخدين تركيزًا عاليًا من الفيروسات مما يتيح لها أن تنتقل بصورة فائقة وذلك بسبب إفراز اللعاب. وقد تحدث الوفاة عند التشخيص للمرة الأولى بالإصابة بالعدوى وذلك خلال مدة تتراوح ما بين يومين إلى خمس سنوات، لكن نسبة حدوث الوفاة تعتمد إلى حد كبير على فصيلة الحيوان ومستودعه. فأغلب الثديات المصابة بهذه العدوى تموت خلال أسابيع، بينما ثمة سلالات من فصيلة مثل النمس الأصفر الأفريقي (Cynictis penicillata) قد تبقى على قيد الحياة لسنوات وهي مصابة بالعدوى بدون أعراض.

## الاستضداد
ينتج الجسم أضداد مستعدلة للفيروس التي تعمل على إعاقة حركة الفيروس ونشاطه، وذلك عند دخول الفيروس إلى الجسم، وأيضا بعد التطعيم. وقد ثبت أن مناطق معينة من البروتين السكري (G) هي الأكثر أستضدادًا مما يؤدي إلى إنتاج أضداد مستعدلة للفيروس. وتصنف هذه المواقع المستضدية إلى مناطق I-IV والمنطقة الثانوية a. وقد أثبت العمل السابق بأن الأضداد المستعدلة الطبيعية غالبا ما تستهدف المواقع II و III المستضدية. بالإضافة إلى أن ضِد وحيد النَّسيلَة مع الوظيفة المستعدلة يستهدف الموقع I المستضدي. واظهرت الدراسات بأن البروتينات الأخرى، مثل البروتين النووي، غير قادرة على إنتاج أضداد مستعدلة للفيروس بفعالية. وتعتبر المستضدات التي تقوم بإعاقة الأضداد المستعدلة خطية وتكوينية.

## التطور
اتضح أن جميع فيروسات داء الكلب قد تطورت خلال 1500 سنة الأخيرة. ولفيروس داء الكلب سبعة أنماط جينية، فالحالات في أوراسيا كانت تبعا لثلاثة انماط من هذه السبعة وهي: النمط الجيني الأول (داء الكلب الكلاسيكي)، والنمط الجيني الخامس والسادس التي تعتبر الأقل حدة (الخفاش الأوروبي ليسافيروسيس نوع 1 و 2). فالنمط الأول تطور في أوروبا في القرن السابع عشر وامتد إلى آسيا وأفريقيا والأمريكتين نتيجة للاستكشاف الأوروبي والاستعمار.
و قد ظهر بأن الخفافيش المصابة بداء الكلب في أمريكا الشمالية موجودة منذ عام 1281 م (فاصل الثقة 95%: 906-1577 ميلادي).

## التطبيق
يستخدم فيروس داء الكلب في الأبحاث لتتبع الخلايا العصبية الفيروسية وذلك لإنشاء روابط متشابكة وتحديد اتجاه الانتقال المتشابك.

## روابط خارجية
- Virus Pathogen Database and Analysis Resource (ViPR): Rhabdoviridae